# Contea di Sherman (Oregon)
La contea di Sherman (in inglese Sherman County) è una contea dello Stato dell'Oregon, negli Stati Uniti. La popolazione al censimento del 2000 era di 1 934 abitanti. Il capoluogo di contea è Moro.

## Geografia
La contea si trova al nord dello Stato, in posizione centrale, al confine con lo Stato di Washington. A nord il confine è costituito dal fiume Columbia, a est dal canyon del fiume John Day e a sud-ovest dal fiume Deschutes.

### Contee confinanti
- Contea di Klickitat - nord
- Contea di Gilliam - est
- Contea di Wasco - sud/ovest

## Storia
La contea fu creata nel 1889 dall'angolo nord-orientale della contea di Wasco. Fu chiamata così in onore del generale William Tecumseh Sherman. Per secoli, prima dell'arrivo dei coloni, l'area era usata dai nativi Columbia Basin Tenino e Wyam.

## Comuni

### Cities[5]
- Biggs
- Grass Valley
- Kent
- Moro (capoluogo)
- Rufus
- Wasco

### Census-designated place
- Biggs Junction